# ソニー・フィリップス
ソニー・フィリップス（Sonny Phillips、1936年12月7日 アラバマ州モビール - ）は、アメリカ合衆国のソウル・ジャズのキーボード奏者。リーダーやサイドマンとして、主に電子オルガンないしは電子ピアノを担当する。1970年代後半よりジャーラール・ラシュダン（Jalal Rushdan）というムスリム名でも活動した。

## 略歴
二十代でジミー・スミスを聴いてジャズ・オルガンを弾くようになる。アーマッド・ジャマルに入門した後、1960年代から1970年代にかけてルー・ドナルドソンやエディ・ハリス、ヒューストン・パーソン、ジーン・アモンズ、ラスティ・ブライアントと共演した。1969年にデビュー・アルバムを発表してから、1980年までに数点のリーダー・アルバムを発表した。
1980年に病気のために半引退状態に追い込まれ、その後はロサンゼルスに転地する。ただしその後も随時、演奏や指導に携わっている。

## ディスコグラフィ

### リーダー・アルバム
- Sure 'Nuff (1969年、Prestige) ※with ヒューストン・パーソン、ブーガルー・ジョー・ジョーンズ
- Black Magic! (1970年、Prestige)
- Black on Black! (1970年、Prestige) ※with ラスティ・ブライアント、メルヴィン・スパークス
- My Black Flower (1976年、Muse)
- I Concentrate On You (1977年、Muse)
- Legends Of Acid Jazz: Sonny Phillips (1997年、Prestige) ※Sure 'Nuff + Black On Black!のコンピレーション

### 参加アルバム
ジーン・アモンズ
- 『ボス・イズ・バック!』 - The Boss Is Back! (1969年、Prestige)
- Brother Jug! (1969年、Prestige)
- Got My Own (1972年、Prestige)
- Big Bad Jug (1972年、Prestige)

ラスティ・ブライアント
- Rusty Bryant Returns (1969年、Prestige)

ビリー・バトラー
- Guitar Soul! (1969年、Prestige)
- Yesterday, Today & Tomorrow (1970年、Prestige)

エディ・ハリス
- Mean Greens (1966年、Atlantic)

ウィリス・ジャクソン
- In the Alley (1976年、Muse)

エタ・ジョーンズ
- If You Could See Me Now (1978年、Muse)
- Don't Misunderstand: Live In New York (1980年、High Note)

ブーガルー・ジョー・ジョーンズ
- Boogaloo Joe (1969年、Prestige)
- No Way! (1970年、Prestige)
- 『ブラック・ホイップ』 - Black Whip (1973年、Prestige)

ヒューストン・パーソン
- 『グッドネス!』 - Goodness! (1969年、Prestige)
- Truth! (1970年、Prestige)
- Person to Person! (1970年、Prestige)
- The Real Thing (1973年、Eastbound)
- Stolen Sweets (1976年、Muse)
- Wild Flower (1977年、Muse)
- The Nearness of You (1977年、Muse)
- Suspicions (1980年、Muse)

バーナード・パーディ
- Coolin' 'N Groovin' (A Night At "On-Air") (1993年、Lexington/West 47th)